# Bahnstrecke Rinteln–Stadthagen
| Streckennummer (DB): | 9177                    |                                         |                                         |
| Kursbuchstrecke (DB): | 192g (1934) 213g (1946) |                                         |                                         |
| Streckenlänge: | 20,4 km                 |                                         |                                         |
| Spurweite: | 1435 mm (Normalspur)    |                                         |                                         |
| Streckengeschwindigkeit: | 40 km/h                 |                                         |                                         |
| |                         |                                         |                                         |
| \| \| 0,0 \| Stadthagen West (67 m) \| Stadthagen West (67 m) \| \| \| \| Bahnstrecke Hannover–Minden \| \| \| \| 2,8 \| Georgschacht \| Georgschacht \| \| \| \| Zechenanschluss \| \| \| \| \| Grubenbahn \| \| \| \| 4,4 \| Nienstädt \| Nienstädt \| \| \| 5,9 \| Sülbeck \| Sülbeck \| \| \| \| Brikettfabrik \| \| \| \| 8,8 \| Obernkirchen (134 m) \| Obernkirchen (134 m) \| \| \| \| Glasfabrik, Steinbrüche \| \| \| \| 11,3 \| Krainhagen-Röhrkasten \| Krainhagen-Röhrkasten \| \| \| \| Anschluss an die Bad Eilsener Kleinbahn \| \| \| \| 12,9 \| Bad Eilsen \| Bad Eilsen \| \| \| 15,1 \| Buchholz (Kr Bückeburg) \| Buchholz (Kr Bückeburg) \| \| \| \| Bundesautobahn 2 \| \| \| \| \| Steinbrüche \| \| \| \| 16,6 \| Steinbergen (111 m) \| Steinbergen (111 m) \| \| \| \| Weserbahn \| \| \| \| \| Anschluss DB \| \| \| \| 20,4 \| Rinteln Nord (58 m) \| Rinteln Nord (58 m) \| \| \| \| Extertalbahn \| \| \| \| \| Hafen \| \| |                         |                                         |                                         |
| Kopfbahnhof Streckenanfang | 0,0                     | Stadthagen West (67 m)                  | Stadthagen West (67 m)                  |
| Abzweig geradeaus und von rechts |                         | Bahnstrecke Hannover–Minden             | Bahnstrecke Hannover–Minden             |
| Haltepunkt / Haltestelle | 2,8                     | Georgschacht                            | Georgschacht                            |
| Abzweig geradeaus und ehemals von links |                         | Zechenanschluss                         | Zechenanschluss                         |
| Abzweig geradeaus und ehemals nach rechts |                         | Grubenbahn                              | Grubenbahn                              |
| Haltepunkt / Haltestelle | 4,4                     | Nienstädt                               | Nienstädt                               |
| Haltepunkt / Haltestelle | 5,9                     | Sülbeck                                 | Sülbeck                                 |
| Abzweig geradeaus und ehemals von links |                         | Brikettfabrik                           | Brikettfabrik                           |
| Bahnhof | 8,8                     | Obernkirchen (134 m)                    | Obernkirchen (134 m)                    |
| Abzweig geradeaus und nach links |                         | Glasfabrik, Steinbrüche                 | Glasfabrik, Steinbrüche                 |
| Haltepunkt / Haltestelle | 11,3                    | Krainhagen-Röhrkasten                   | Krainhagen-Röhrkasten                   |
| Abzweig geradeaus und ehemals von rechts |                         | Anschluss an die Bad Eilsener Kleinbahn | Anschluss an die Bad Eilsener Kleinbahn |
| Bahnhof | 12,9                    | Bad Eilsen                              | Bad Eilsen                              |
| Haltepunkt / Haltestelle | 15,1                    | Buchholz (Kr Bückeburg)                 | Buchholz (Kr Bückeburg)                 |
| Strecke mit Straßenbrücke |                         | Bundesautobahn 2                        | Bundesautobahn 2                        |
| Abzweig geradeaus und ehemals von links |                         | Steinbrüche                             | Steinbrüche                             |
| Haltepunkt / Haltestelle | 16,6                    | Steinbergen (111 m)                     | Steinbergen (111 m)                     |
| Kreuzung geradeaus oben |                         | Weserbahn                               | Weserbahn                               |
| Abzweig geradeaus und nach rechts |                         | Anschluss DB                            | Anschluss DB                            |
| Bahnhof | 20,4                    | Rinteln Nord (58 m)                     | Rinteln Nord (58 m)                     |
| Abzweig geradeaus und ehemals von links |                         | Extertalbahn                            | Extertalbahn                            |
| Strecke |                         | Hafen                                   | Hafen                                   |

Die Bahnstrecke Rinteln–Stadthagen ist eine 20,4 km lange normalspurige, niedersächsische Eisenbahnstrecke von Rinteln an der Weser nach Stadthagen.

## Geschichte

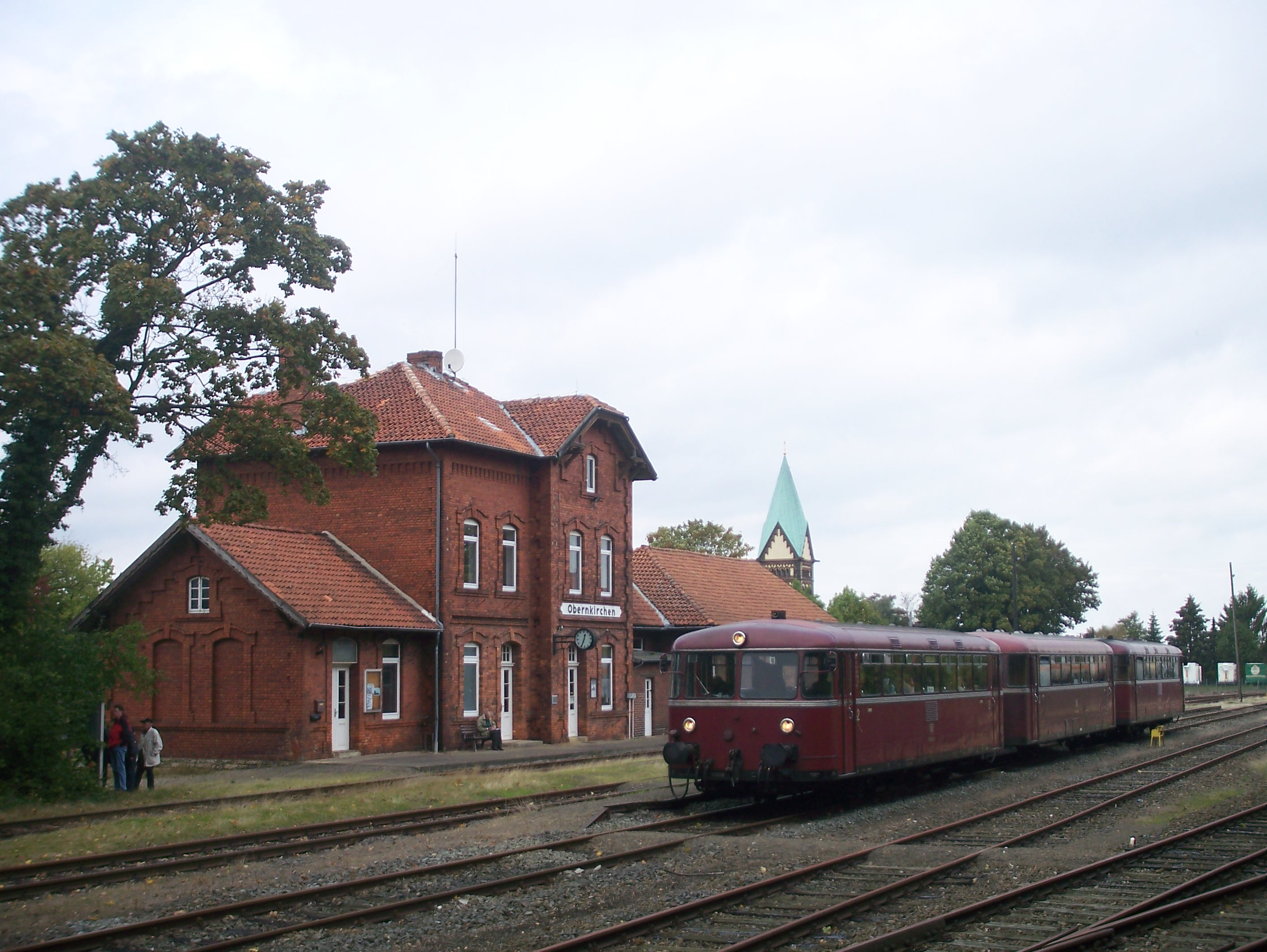
Schienenbussonderfahrt im Bahnhof Obernkirchen

Die Rinteln-Stadthagener Eisenbahn-Gesellschaft (RStE) erhielt am 28. November 1898 vom Königreich Preußen und am 10. April 1899 vom Fürstentum Schaumburg-Lippe die Konzessionen zum Bau der Strecke. Die Westdeutsche Eisenbahn-Gesellschaft führte den Bahnbau aus und übernahm nach der Eröffnung 1900 auch die Betriebsführung. Letztere lag ab 1945 bei der Deutschen Eisenbahn-Gesellschaft.
Zum 1. Januar 1995 wurde die Bahnstrecke von der Rinteln-Stadthagener Verkehrs GmbH (RStV) übernommen, an der die damals landeseigenen Osthannoverschen Eisenbahnen (OHE) zu 75 % beteiligt waren. Die OHE übernahm auch die Betriebsführung. Der Eigentümerwechsel bei der OHE 2006 führte dazu, dass der Betrieb zum 1. Juli 2007 eingestellt wurde, weil die neuen Anteilseigner das Defizit der RStV nicht tragen wollten.
Mittlerweile sind die Eigentümer des RStV der Landkreis Schaumburg mit 50 %, sowie die Städte Rinteln, Stadthagen und Obernkirchen.
Seit 2010 hatte die Bückebergbahn Rinteln-Stadthagen GmbH die Strecke gepachtet, welche die Rhein-Sieg-Eisenbahn mit der Betriebsführung beauftragt hat. Die Strecke wurde von Zügen der Dampfeisenbahn Weserbergland und der Dampfzug-Betriebsgemeinschaft Hildesheim genutzt. Im Oktober 2023 gab die Bückebergbahn bekannt, dass sie den Pachtvertrag zum 1. Mai 2024 gekündigt hat, da sie anstehende Kosten von ca. 4 Mio. Euro für notwendige Sanierungsarbeiten nicht aufbringen kann. Zum 1. März 2025 übernimmt die Diepholzer Kreisbahn den Betrieb der Strecke.

## Streckenverlauf
Werkstatt und Fahrzeugschuppen befanden sich im Bereich des Bahnhofs Rinteln auf dem rechten Weserufer. Auf den ersten vier Kilometern der Strecke ab Rinteln steigt die Bahn mit einer Neigung von 1:57 auf die Talterrasse des Wesertals hinauf, durchquert im Steinberger Pass das Wesergebirge und führt dann am Nordrand des Bückebergs entlang, ehe es nach Stadthagen wieder abwärtsgeht. Der höchste Punkt der Strecke wird in Obernkirchen erreicht.

## Bahnbetrieb
Der Betrieb auf der eingleisigen Strecke wurde am 3. März 1900 für den Personen- und Güterverkehr eröffnet.
Im Güterverkehr kam dem Abtransport von Steinkohle aus Gruben bei Obernkirchen bis 1961, als die Förderung eingestellt wurde, die größte Bedeutung zu; für die Bergwerke hatte schon vor dem Bau der Bahnstrecke Rinteln–Stadthagen seit 1873 eine 4 km lange Grubenbahn bestanden, die in die neue Bahn einbezogen wurde. Aber auch Steine aus mehreren Steinbrüchen und Quarzsand für eine Glasfabrik waren wichtige Transportgüter. Außerdem schloss die Bahn den Weserhafen in Rinteln an ihr Gleisnetz an. Seit 2006 wurde fast ausschließlich Holz in den Bahnhöfen Rinteln Nord, Nienstädt und Stadthagen West verladen; der Steinverkehr kam fast völlig zum Erliegen. Der letzte Güterzug in Eigenregie verkehrte am 19. Juni 2007; an diesem Tag wurde ein Holzzug für die Firma Heggenstaller in Uelzen abgeholt.

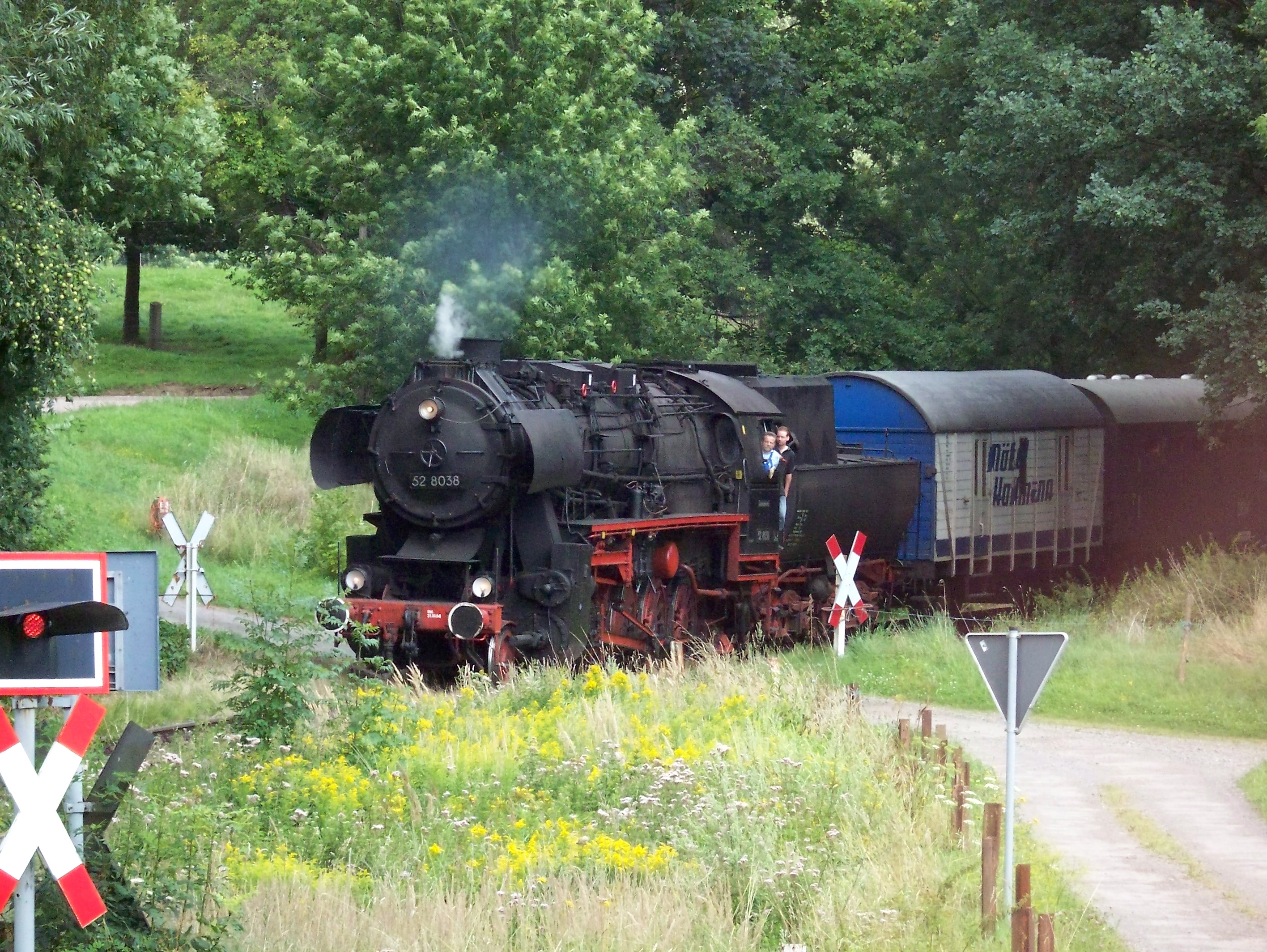
Dampfeisenbahn Weserbergland bei musealen Fahrten auf der RStE, hier zwischen Rinteln und Steinbergen

Der lange Zeit bedeutende Personenverkehr auf der Schiene wurde am 29. Mai 1965 eingestellt. Durch Schließung der Gruben war der Berufsverkehr Anfang der 1960er Jahre zurückgegangen, auch die bahneigene, durch Unternehmer bediente Buslinie, die 1964/65 schon etwa die Hälfte der Fahrten übernahm, nahm Fahrgäste weg. Seither finden auf der Schiene fast nur noch Sonderfahrten der Dampfeisenbahn Weserbergland statt. Am 23. August 2009 wurden Sonderfahrten mit einem modernen Nahverkehrstriebwagen angeboten, mit denen unter anderem der Verkehrsclub Deutschland das Potenzial für eine Wiedereröffnung der Strecke im Personenverkehr unterstrich.
Eine bahneigene Buslinie bestand ab 19. September 1952; ab 1978 wurde sie in den Tochterbetrieb Schaumburger Verkehrs-Gesellschaft ausgegliedert.
Für den Bau einer Entlastungsstraße auf Rintelner Stadtgebiet wurden die Bahngleise auf der vorhandenen Trasse um wenige Meter nach Norden verlegt, um den Museumsbahnbetrieb aufrechtzuerhalten.
Mittlerweile wird die Strecke auch wieder für Güterverkehr genutzt: In Obernkirchen wird Holz auf Güterwagen verladen. In Stadthagen wird noch das Asphaltwerk am Georgsschacht bedient.

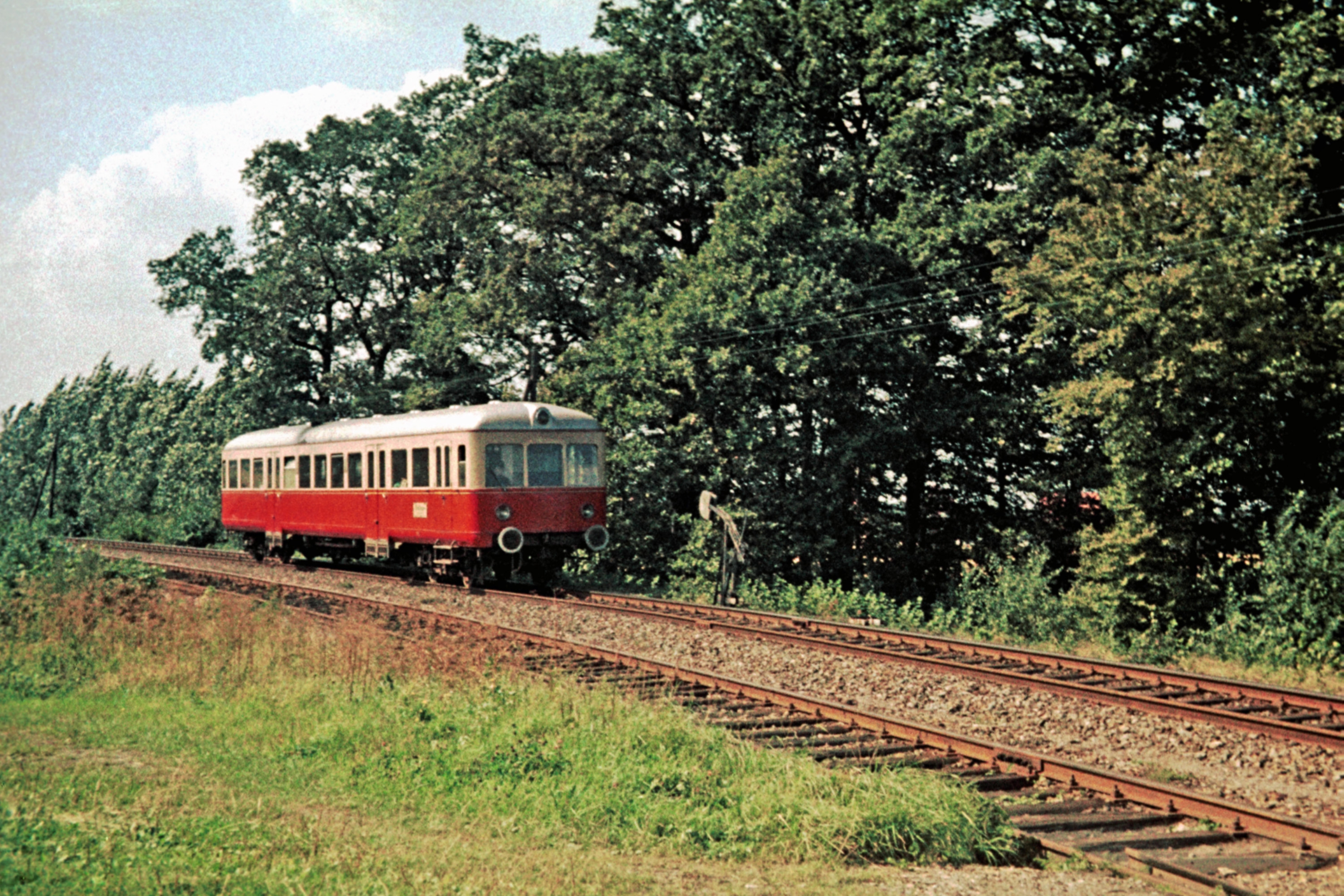
Triebwagen VT 61 bei der Einfahrt in den Bahnhof Nienstädt

## Fahrzeuge
Die Bahn besaß insgesamt 21 Dampflokomotiven. Die letzten D-gekuppelten Henschel-Maschinen wurden ab 1960 verkauft oder 1969 abgebrochen. Ab 1954 schaffte die Bahngesellschaft erste Diesellokomotiven an. Im Personenverkehr wurden insgesamt drei Triebwagen eingesetzt.